# لوطي (الشكاوي)
لوطي هو دُوَّار يقع بجماعة سيدي عبد الخالق، إقليم برشيد، جهة الدار البيضاء سطات في المملكة المغربية. ينتمي الدوّار لمشيخة الشكاوي التي تضم 4 دواوير. يقدر عدد سكانه بـ 1046 نسمة حسب الإحصاء الرسمي للسكان والسكنى لسنة 2004.

## روابط خارجية
- البوابة الوطنية للجماعات الترابية نسخة محفوظة 12 مارس 2018 على موقع واي باك مشين.
- المندوبية السامية للتخطيط